# 알츠하이머 케이스
《알츠하이머 케이스》(영어: The Alzheimer Case)은 2003년에 개봉한 벨기에의 영화이다.

## 한국판 성우진(KBS) (2005년 4월 30일)
- 김병관 - 레다(얀 데클레르)
- 윤세웅 - 프레디(베르너 드 스메트)
- 양석정 - 빙케(코엔 드 보우)
- 유강진 - 더 헥(조 드 메이어르)
- 윤병화 - 세이나페(젠 베르보츠) / 버르헤이옌(톰 왜스)
- 나지형 - 린다(힐데 드 배르데매커)
- 장호비 - 꾸만스(게르트 반 람펠베르그)
- 신찬혁 - 더 케이저(필립 피터스)
- 장승길 - 퀴퍼스(더크 루프트후프트) / 더 헥의 아들(톰 반 다이크)
- 송연희 - 비케(로리엔 반 덴 브로엑) / 판 캄프의 아내(엘스 도테르만스)
- 문영래 - 질(패트릭 데스캄프) / 옵더벡(마크 피터스)
- 전숙경 - 아냐(데보라 오스트레가) / 판 캄프의 딸(아나이스 테라인)
- 위훈 - 판 캄프(루카스 반 덴 에인드) / 레무스(바르트 슬레거스)
- 유민석 - 판 파리스(요한 반 아사체) / 요셉(빅 드 와쳐)
- 김순영 - 세이나페의 아내(론 반 루즌달) / 간호사(카트리엔 밴드엔드라이스)
- 이윤선 - 브라커(야페 클라에스)